# Орден Почёта (ПМР)
Орден Почёта — одна из государственных наград Приднестровской Молдавской Республики. Учреждён указом Президента ПМР от 27 сентября 1996 года № 386.

## Описание
Орден Почёта изготавливается из томпака золотистого цвета и имеет форму пятиконечной лазурной звезды, окаймлённой золотистым кантом, лежащем на красной пятиконечной розетке, в нижней части которой находится лавровое окаймление темно-золотистого цвета. Центральная часть ордена ровного круга, имеющая внутреннее и внешнее золотистое окаймление, между которыми по полю, залитому белой эмалью, расположена надпись выпуклыми буквами: «ПМР. Орден Почёта».
В центральной части ордена на поле, залитом красной эмалью, имеется накладная символика золотистого цвета — изображение раскрытой книги на молоте, которое обрамляет стилизованная шестерёнка, переходящая в колос.
На оборотной стороне ордена гравируется индивидуальный номер.
В верхнем углу пятиконечной звезды имеется кольцо, посредством которого орден крепится к пятиугольной колодке, обтянутой шелковой муаровой лентой лазурного цвета шириной 6 мм с темно-синими полосками, шириной 3 мм по краям. Посередине ленты три чередующиеся полоски цветов государственного флага; красная-зелёная-красная, шириной по 2 мм каждая. Колодка имеет на обратной стороне булавку-застежку для крепления к одежде.

## Статут Ордена Почёта[1]
1. Орден Почёта учрежден для награждения за высокие достижения в производстве, научно-исследовательской, государственной, социально-культурной, спортивной и иной общественной деятельности, а также за проявление гражданской доблести и славы.
2. Орденом Почёта награждаются граждане Приднестровской Молдавской Республики, предприятия, объединения, учреждения, организации, районы, города и другие населённые пункты.
3. Орденом Почёта могут быть награждены и лица, не являющиеся гражданами Приднестровской Молдавской Республики.
4. Награждение Орденом Почёта производится:
  1. за высокие производственные показатели в промышленности, сельском хозяйстве, строительстве, на транспорте, в связи, торговле, жилищно-коммунальном хозяйстве, бытовом обслуживании населения и других отраслях народного хозяйства;
  2. за высокие достижения в труде, профессионализме и новаторстве;
  3. за внедрение новой техники, технологии, передового опыта, особо ценные изобретения и рационализаторские предложения;
  4. за успехи в научно-исследовательской деятельности;
  5. за творческие достижения в области культуры, литературы, искусства, успехи в обучении и воспитании молодежи, подготовке высококвалифицированных кадров, медицинском обслуживании населения, развитие массовой физической культуры и спорта и иной общественно-полезной деятельности;
  6. за заслуги в укреплении обороноспособности и безопасности Республики;
  7. за плодотворную государственную и общественную деятельность;
  8. за заслуги в развитии экономических, научно-технических, культурных и иных связей между Приднестровской Молдавской Республикой и другими государствами;
  9. за смелые и находчивые действия, совершенные при спасении жизни людей, охране правопорядка, в борьбе со стихийными бедствиями, и другие проявления гражданской доблести.
5. Орден Почёта носится на левой стороне груди и при наличии других орденов Приднестровской Молдавской Республики располагается после орденов: «Орден Республики», «За личное мужество».

## Награждения
- 1997 — Митиш Николай Георгиевич — 1992—1993 министр сельского хозяйства и продовольствия ПМР — директор экономического колледжа АПК ПМР
- 2000 — Агафангел (Саввин) — митрополит Одесский и Измаильский
- 2005 — Юстиниан (Овчинников) — епископ Тираспольский и Дубоссарский
- 2006 — Грызлов, Борис Вячеславович — российский государственный и политический деятель.  Министр внутренних дел России (2001—2003). Председатель Государственной думы Российской Федерации четвёртого и пятого созывов (2003—2011). Председатель Высшего совета партии «Единая Россия» (c 2002).
- 2007 — Анатолий Владимирович Каминский — председатель Верховного Совета ПМР
- 2008 - Кучеренко, Константин Константинович - основатель и руководитель (1993-2013 гг.) Бендерского троллейбусного управления
- 2009 — Григорий Алексеевич Мосейко — художественный руководитель и дирижёр Государственного симфонического оркестра ПМР
- Наталья Николаевна Дёмкина — первый заместитель председателя Верховного Суда ПМР
- Долорес Васильевна Ванюшина
- газета «Адевэрул Нистрян»
- газета «Приднестровье»[2]
- 2013 — общественная организация «Союз защитников Приднестровской Молдавской Республики» Рыбницкого района и города Рыбница[3]
- 22 января 2014 — "Акционерно-коммерческий банк «Ипотечный» города Тирасполь[4]
- 26 сентября 2014 — закрытое акционерное общество «Молдавская ГРЭС»
- 1 сентября 2015 - Приднестровский государственный ансамбль танца и народной музыки «Виорика»
- 26 мая 2022 - Александр Владимирович Мартынов  председатель правительства Приднестровской молдавской республики